# Flygpost

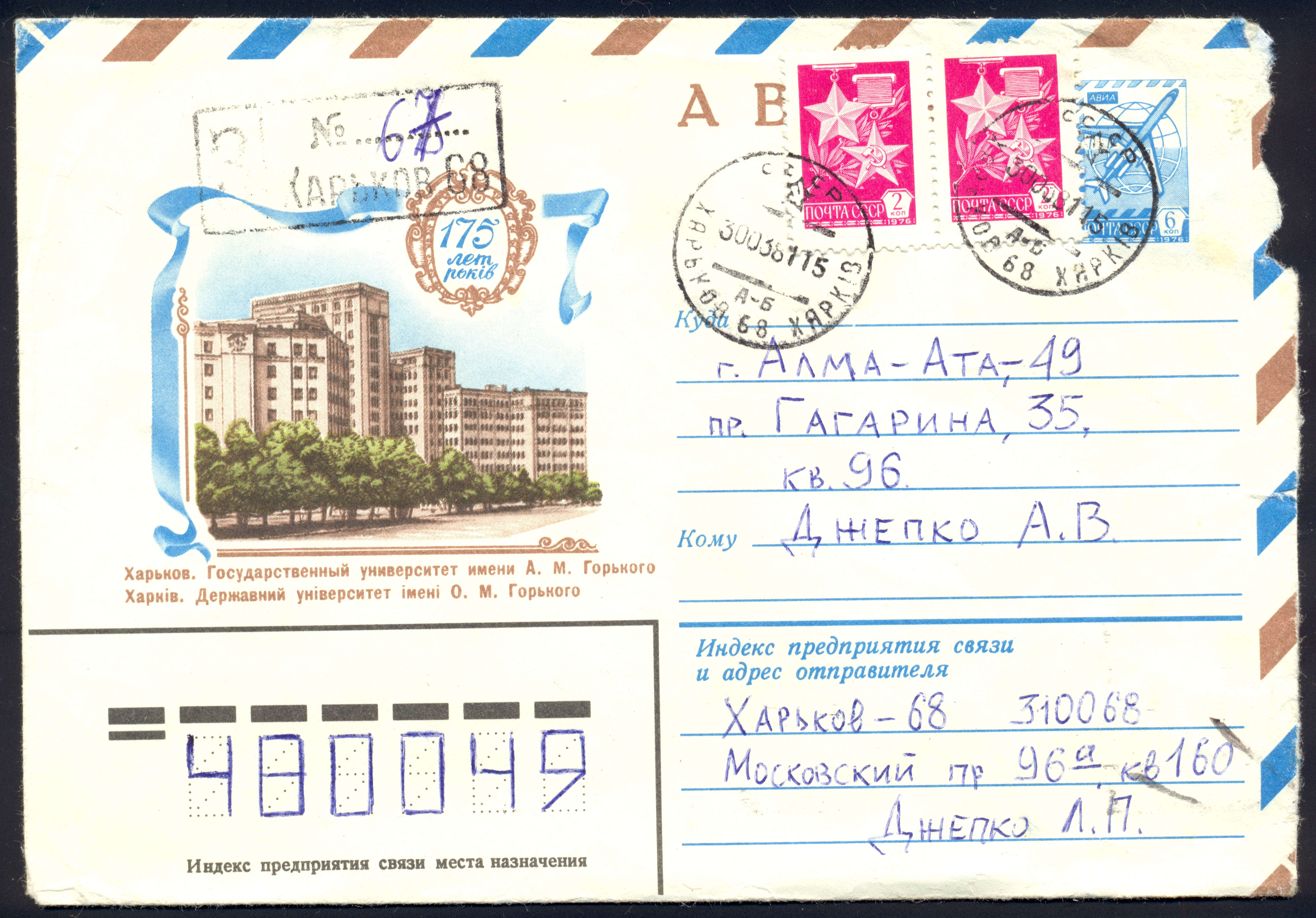
Flygpostkuvert från Sovjet, 1981

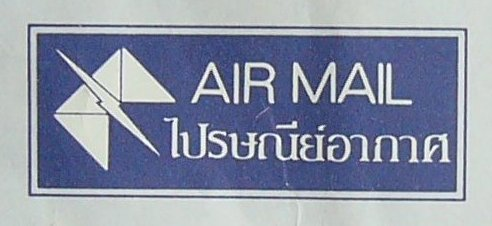
Flygpostmärke från Thailand

Flygpost (tidigare även kallat luftpost) innebär att post skickas med flygplan, autogiro, helikopter eller luftskepp. Motsatsen är ytpost, vilket innebär att skicka post med ryttare eller fordon som postdiligens, bil, båt och tåg. Flygpost är snabbare på längre sträckor, men också dyrare, speciellt för tyngre försändelser.
I Sverige tillämpas inte längre något särskilt porto för flygpost, eftersom efterfrågan på den billigare ytposten (med fartyg) har minskat. Lägsta viktklassen för 1:a klass brev utanför Europa är numera 20 gram. Tidigare fanns en klass för brev med flygpost upp till 5 gram. Speciella brevpapper och kuvert för flygpost, aerogram, gjordes då av tunnare papper. Kuverten hade ofta en blå- och rödrandig kant.
Brevduvor har använts länge. Första gången post skickades med en luftfarkost var med luftballong från Dover till en plats nära Calais den 7 januari 1785. När flygplan introducerades 1903, ökade intresset för att skicka post med dem, och den första officiella transporten av post med flygplan skickades den 18 februari 1911 mellan Allahabad och Naini i Indien, då Henri Pequet fraktade 6 500 brev på en sträcka av 13 kilometer.

## Bildgalleri

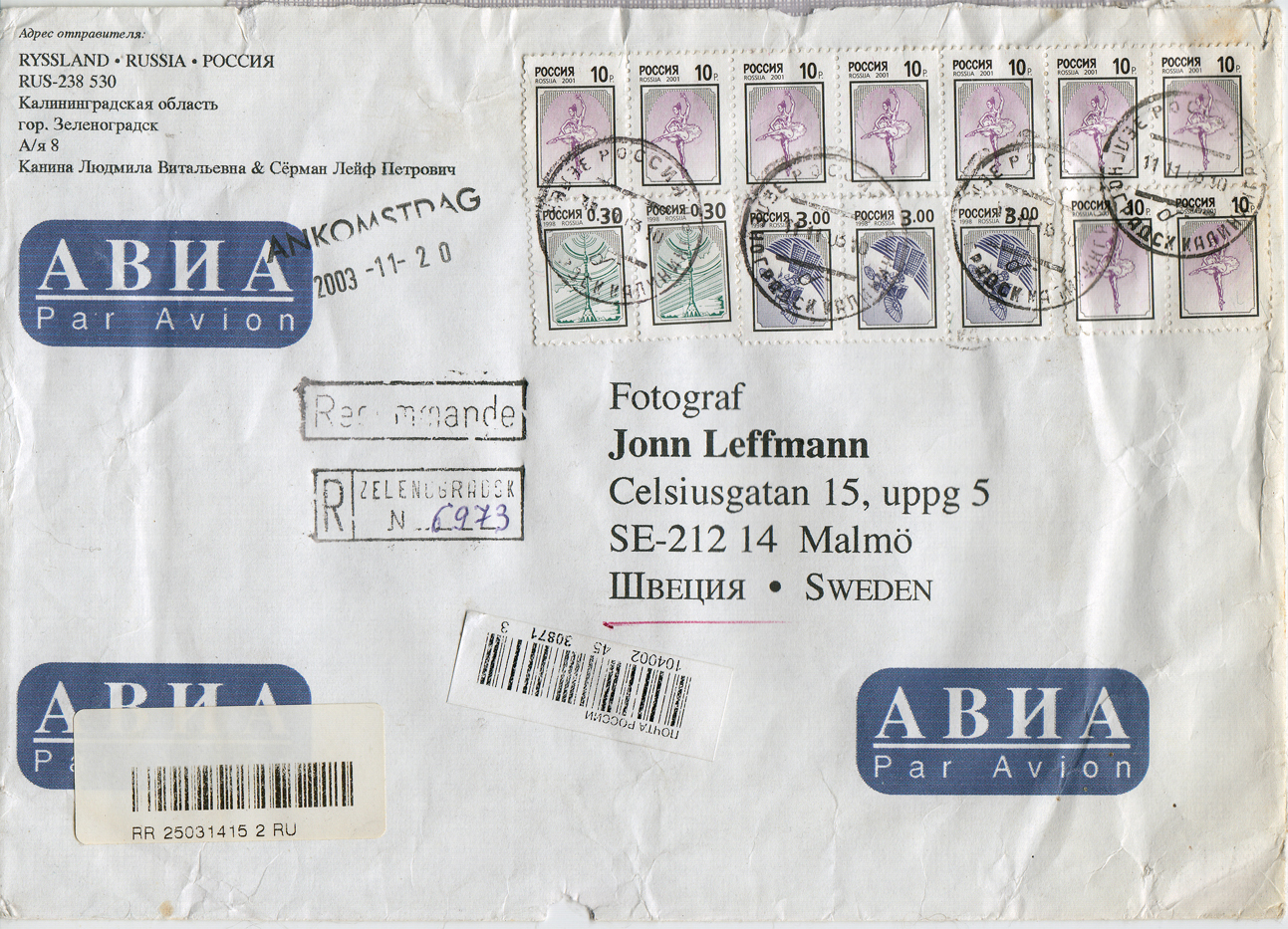
Kuvert för flygpost från Zelenogradsk via Kaliningrad till Malmö 2003.
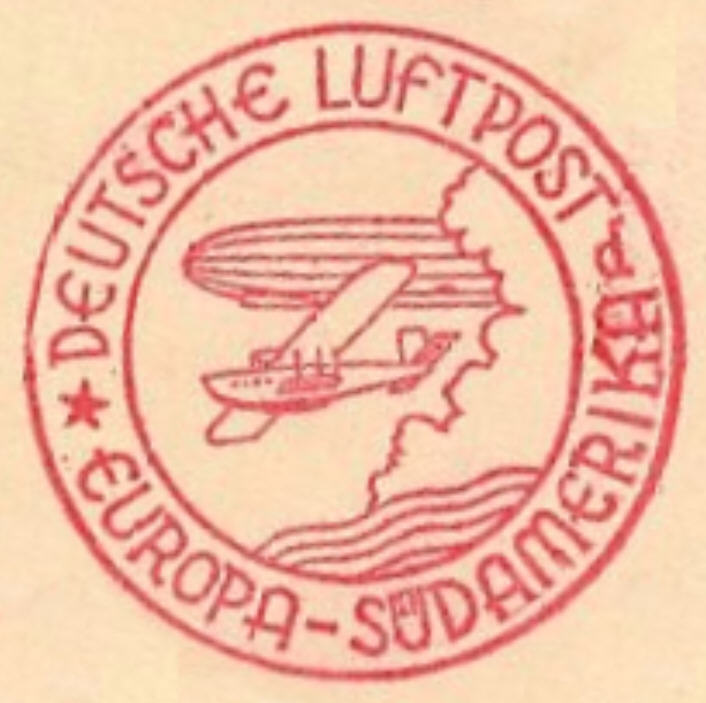
Flygposstämpel med zeppelinare.
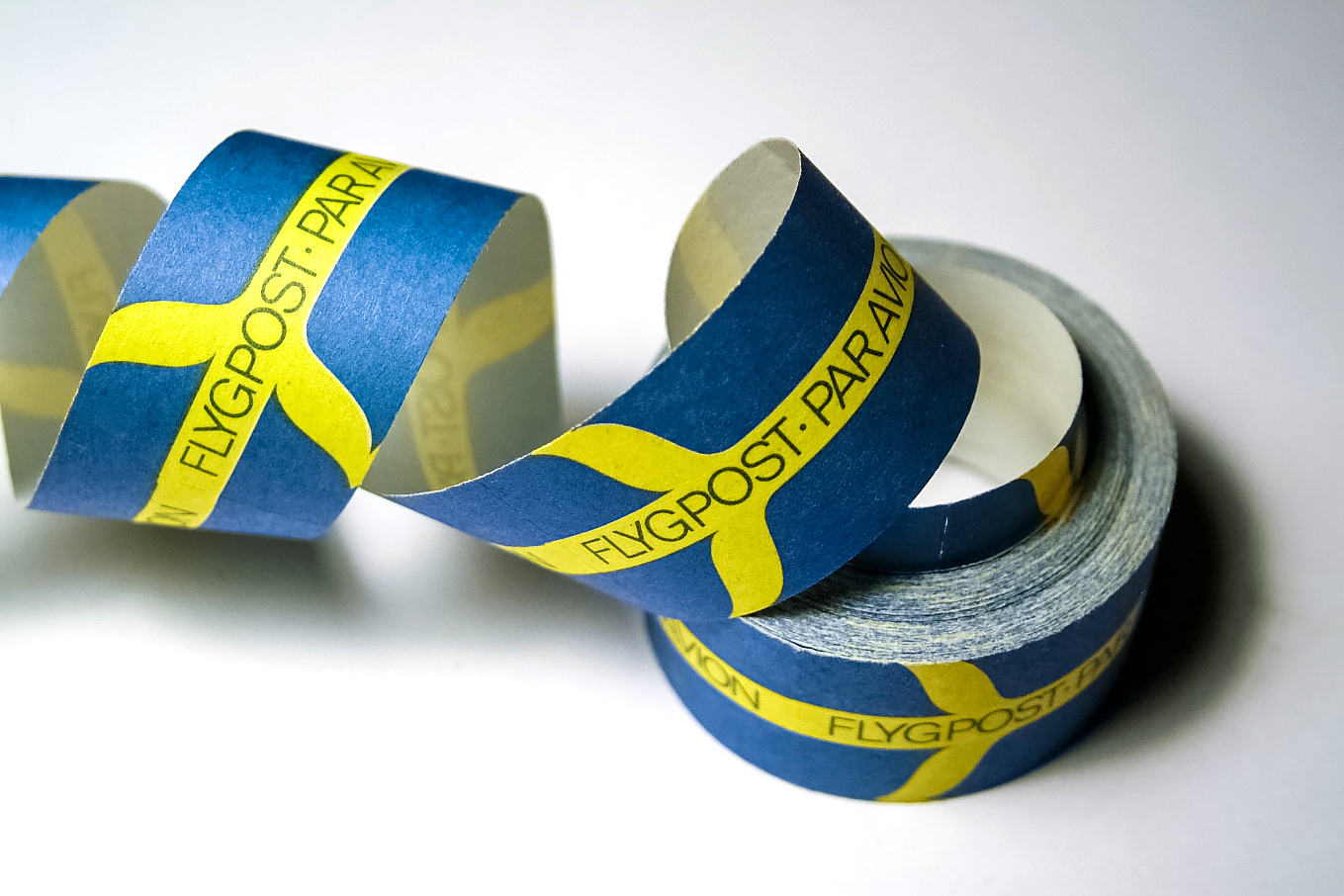
En rulle med svenska flygpostmärken från slutet av 1900-talet.